# Вознесенське (Вознесенський район)
Вознесе́нське — селище в Україні, у Бузькій сільській громаді Вознесенського району Миколаївської області. Населення становить 873 осіб. На схід від селища розташований лісовий заказник — Рацинська Дача.

## Населення

### Мова
Розподіл населення за рідною мовою за даними :
| Мова            | Кількість | Відсоток |
| --------------- | --------- | -------- |
| українська      | 992       | 89.37%   |
| російська       | 100       | 9.01%    |
| румунська       | 13        | 1.17%    |
| білоруська      | 2         | 0.18%    |
| інші/не вказали | 3         | 0.27%    |
| Усього          | 1110      | 100%     |